# Мелано (Анкона)
Мелано је насеље у Италији у округу Анкона, региону Марке.
Према процени из 2011. у насељу је живело 318 становника. Насеље се налази на надморској висини од 406 м.